# بيز شومبرايدا
بيز شومبرايدا (بالإنجليزية: Piz Schumbraida)‏ هو أحد جبال سلسلة جبال الألب أورتلير ويقع في كانتون غراوبوندن في سويسرا. يحتل المرتبة رقم 167 في قائمة جبال سويسرا من حيث الارتفاع، إذ يبلغ ارتفاعه حوالي 3125 متر، بينما يبلغ ارتفاع نتوء الجبل 315 متر، هذا وقد سجل أول وصول لقمة الجبل عام 1883.